# Acul-du-Nord
Acul-du-Nord (en criollo haitiano Akil dinò) es una comuna de Haití, que está situada en el distrito de Acul-du-Nord, del departamento de Norte.

## Secciones
Está formado por las secciones de:
- Camp-Louise (que abarca el barrio de Camp-Louise)
- Bas de l'Acul (también denominada Basse Plaine, abarca la villa de Acul-du-Nord)
- Mornet
- Grande Ravine
- Coupe à David
- Soufrière (Que abarca el barrio de La Soufrière)

## Demografía
| Gráfica de evolución demográfica de Acul-du-Nord entre 2009 y 2015 |
|                                                                    |

Los datos demográficos contemplados en este gráfico de la comuna de Acul-du-Nord son estimaciones que se han cogido de 2009 a 2015 de la página del Instituto Haitiano de Estadística e Informática (IHSI). 